# Tereus
Tereus – w mitologii greckiej syn Aresa, król Daulis w Fokidzie, mąż Prokne, ojciec Itysa.
Tereus uwiódł siostrę żony, Filomelę, i uciął jej język, aby o zdradzie nie dowiedziała się Prokne. Filomela utkała peplos, w którego deseniu umieściła słowa-klucze, dzięki którym Prokne dowiedziała się o losie siostry. Mszcząc się, siostry zabiły Itysa – syna Prokne i Tereusa – i podały jego ciało w potrawie Tereusowi.
Dzięki wysłuchaniu błagań sióstr bogowie dopomogli uniknąć im gniewu Tereusa, zamieniając je w ptaki: Prokne zamieniona została w słowika, Filomela w jaskółkę. Tereusa zamienili w dudka.